# Clidemia purpurea
Clidemia purpurea är en tvåhjärtbladig växtart som beskrevs av David Don. Clidemia purpurea ingår i släktet Clidemia och familjen Melastomataceae. IUCN kategoriserar arten globalt som sårbar. Inga underarter finns listade i Catalogue of Life.